# Camburzano
Camburzano – miejscowość i gmina we Włoszech, w regionie Piemont, w prowincji Biella.
Według danych na styczeń 2009 gminę zamieszkiwało 1251 osób przy gęstości zaludnienia 329,2 os./1 km².